# Kliscsijivka
Kliscsijivka (cirill betűkkel: Кліщіївка),  1945-ig Karlivka (Карлівка) falu Ukrajna Donecki területének Bahmuti járásában, Bahmut községben. Helyi önkormányzata a Bahmuti Városi Tanács. Lakossága a 2001-es népszámlálás idején 512 fő volt, akik közül 435-en ukrán, 75-en orosz anyanyelvűnek vallották magukat.

## Fekvése
A település a járási központtól, Bahmuttól 5 km-re délnyugatra, a területi központtól, Donecktől 60 km-re északra fekszik. A falu mellett keletre halad el a Harkiv–Horlivka-vasútvonal, amelyen  a településtől 3 km-re található vasúti megállóhely.

## Története
Neoklasszicista stílusú temploma 1841-ben épült. A szovjet időszakban raktárként használták, csak 1992-től használják újra rendeltetésének megfelelően.  A település neve 1945. augusztus 15-ig Karlivka volt, utána változtatták Kliscsijivkára.
A falut az Ukrajna elleni orosz invázió során, a Bahmuti csatában, miután az orosz erők elfoglalták a közeli Andrijivka falut, november 29-től kezdték támadni a megszálló erők. 2023. január 20-án foglalták el teljesen a Wagner-csoport fegyveresei. A falut akkor  kárpátaljai 101. önálló területvédelmi dandár perecsenyi központú 68. önálló területvédelmi zászlóalja védte. A védők embervesztesége 2022 decemberéig 5 fő volt.

Az Ukrán Fegyveres Erők a 2023-as ellentámadás során július 5-én közelítették meg a falut és kiűzték az orosz megszálló erőket a környező dombokról. Szeptember 3-án a falu nyugati része ukrán ellenőrzés alá került, majd szeptember 17-re az Ukrán Nemzeti Rendőrség Ljuty egyesített rohamdandárja és az önkéntesekből álló Cunami rohamezred a teljes falut felszabadította az orosz megszállás alól.
- Ukrán erők bejelentik a település visszafoglalását az oroszoktól 2023 szeptemberében